# Hellen Obiri
Hellen Onsando Obiri (Kisii, 13 de dezembro de 1989) é uma fundista e meio-fundista queniana, bicampeã mundial e vice-campeã olímpica dos 5 000 metros.

## Carreira
Campeã mundial Indoor dos 3000 metros em Istambul 2012,  Obiri competiu nos Jogos Olímpicos Rio 2016, onde conquistou a medalha de prata nos 5 000 metros. Depois deste segundo lugar, tornou-se o maior nome feminino dos 5 000 m nos anos seguintes, fazendo em 2017 o tempo de 14:18.3, então a oitava marca mais rápida do mundo e o recorde nacional do Quênia, e sagrando-se bicampeã mundial da distância em Londres 2017 e Doha 2019, quando conquistou a medalha de ouro quebrando o recorde do campeonato mundial com 14:26.72. Em Tóquio 2020 ganhou novamente a medalha de prata na prova. No Campeonato Mundial de Atletismo de 2022 foi medalha de prata nos 10 000 m, numa disputa até a linha de chegada com a vencedora da medalha de ouro e recordista mundial da distância, a etíope Letesenbet Gidey.
Estreando em maratonas no final de 2022, em 2023 Obiri venceu duas maratonas, a Maratona de Boston em abril, em 2:21:38, e a Maratona de Nova York, em novembro, com o tempo de 2:27:23.
Em Paris 2024, trocando as pistas pelas ruas, ela disputou a maratona olímpica e ficou com a medalha de bronze depois de um duelo até os últimos 200 metros da prova com a campeã holandesa Sifan Hassan e a etíope Tigst Assefa.